# 프티 트리아농

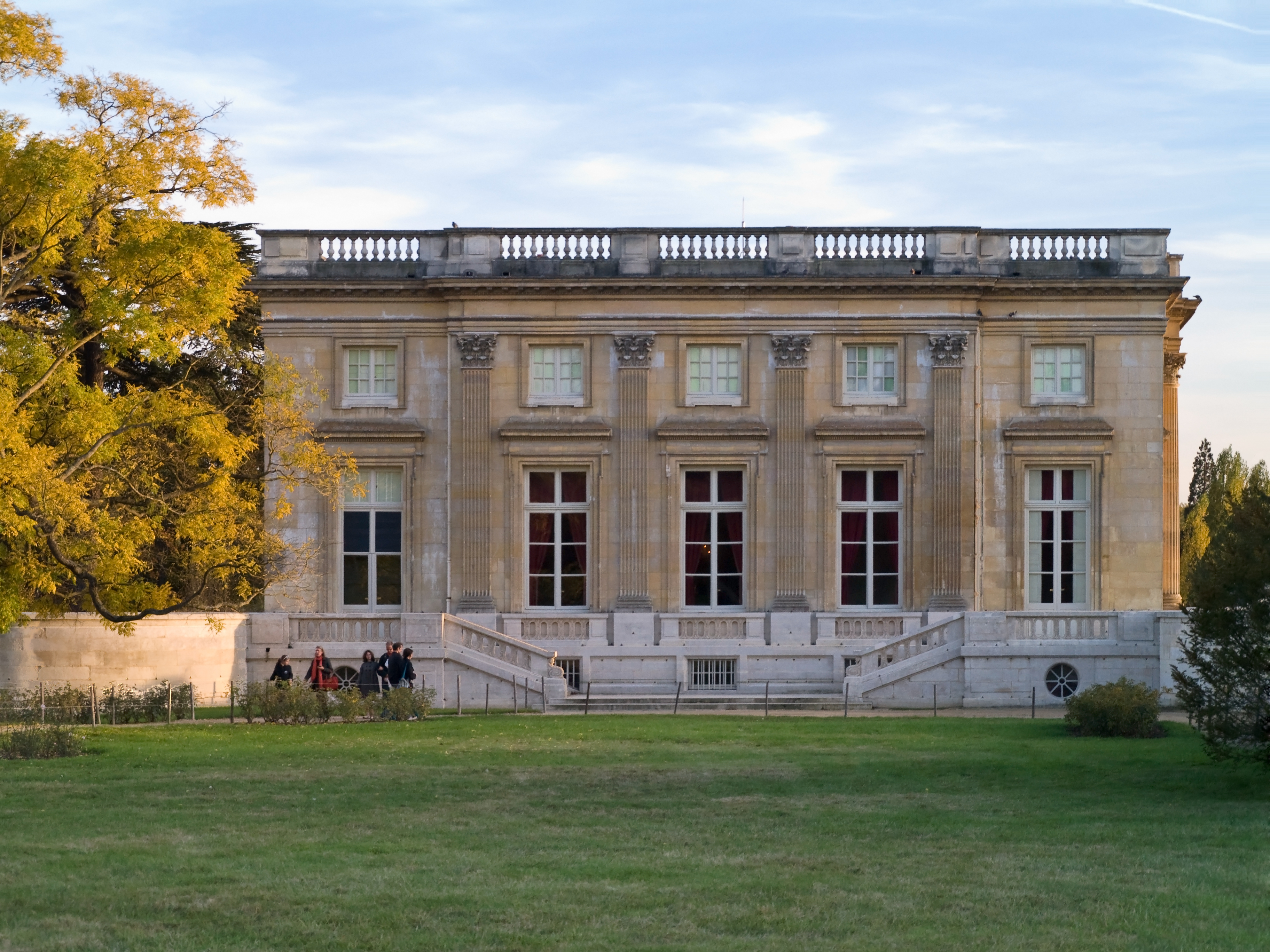
프티 트리아농의 좌측 파사드

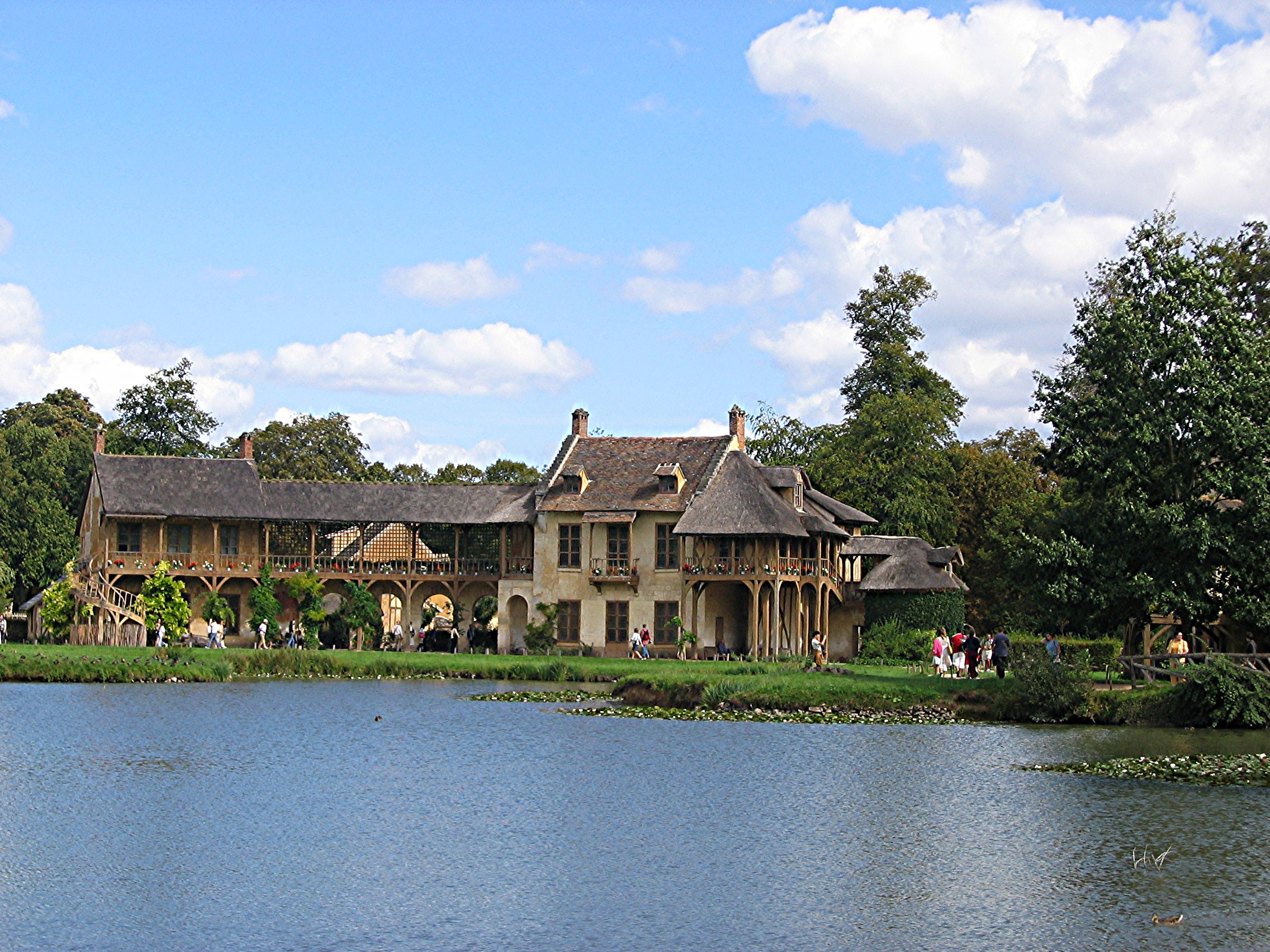
왕비의 르 아모(Le Hameau)

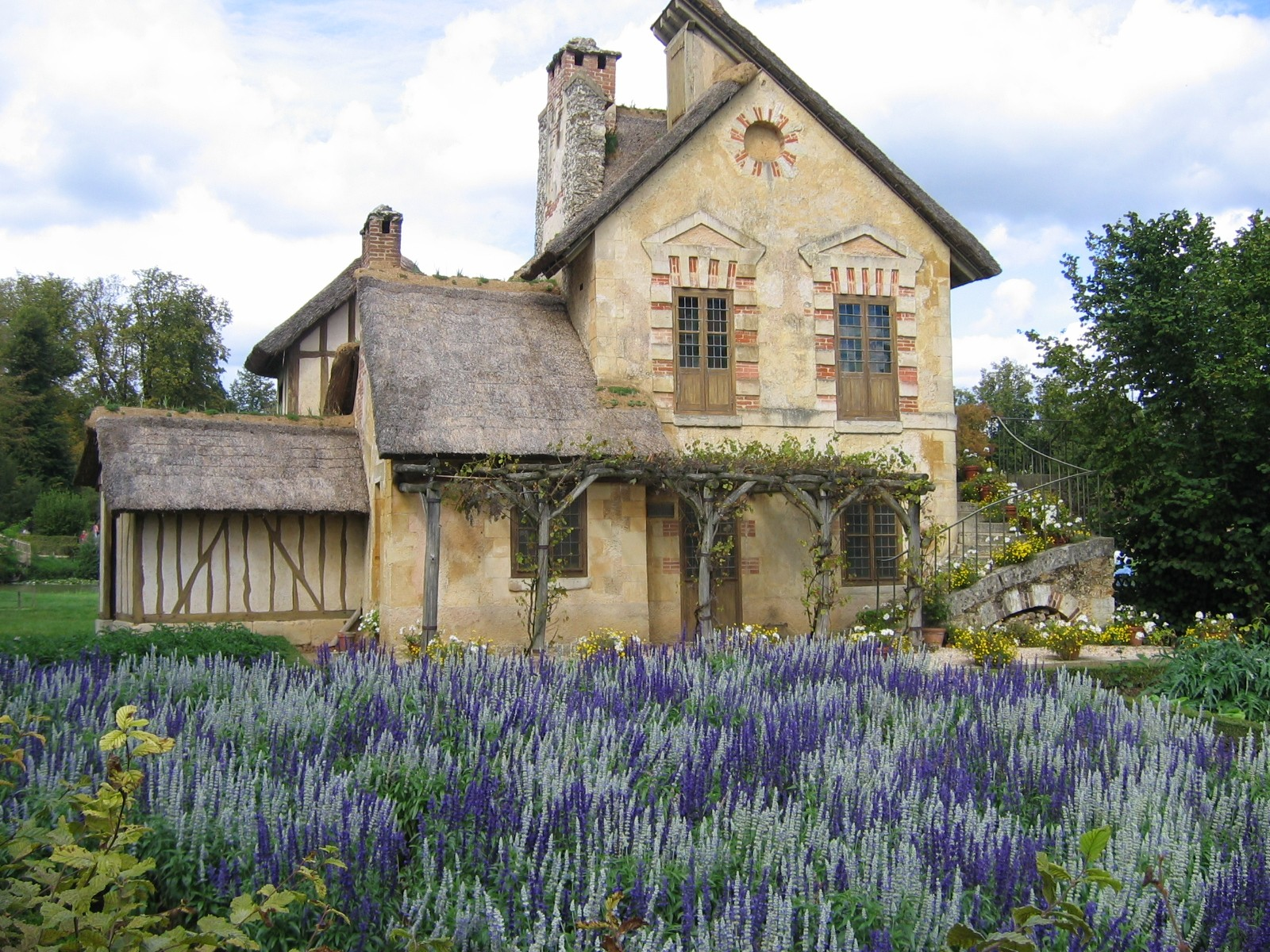
르 아모의 농가

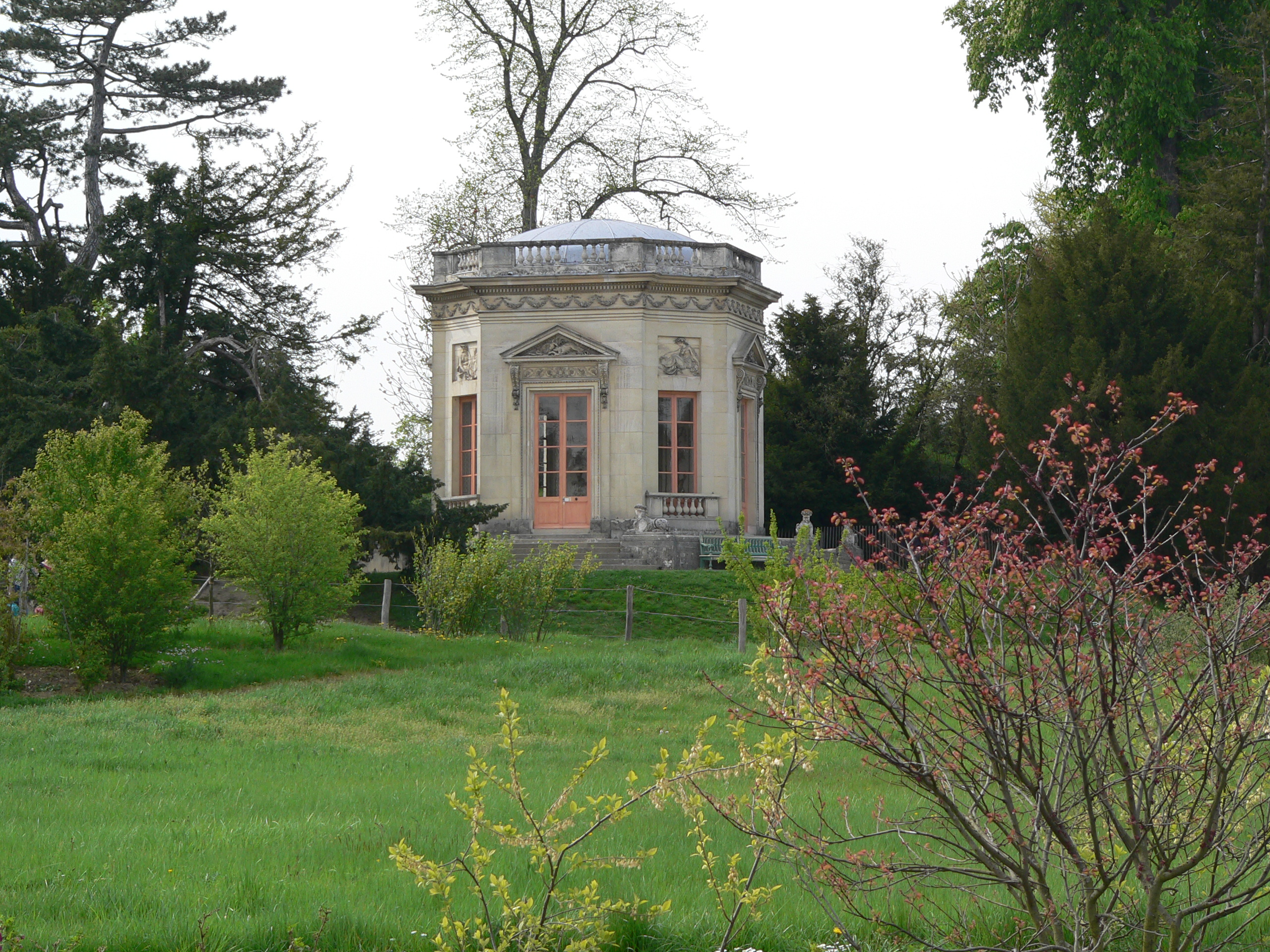
벨베데레(Belvédère)

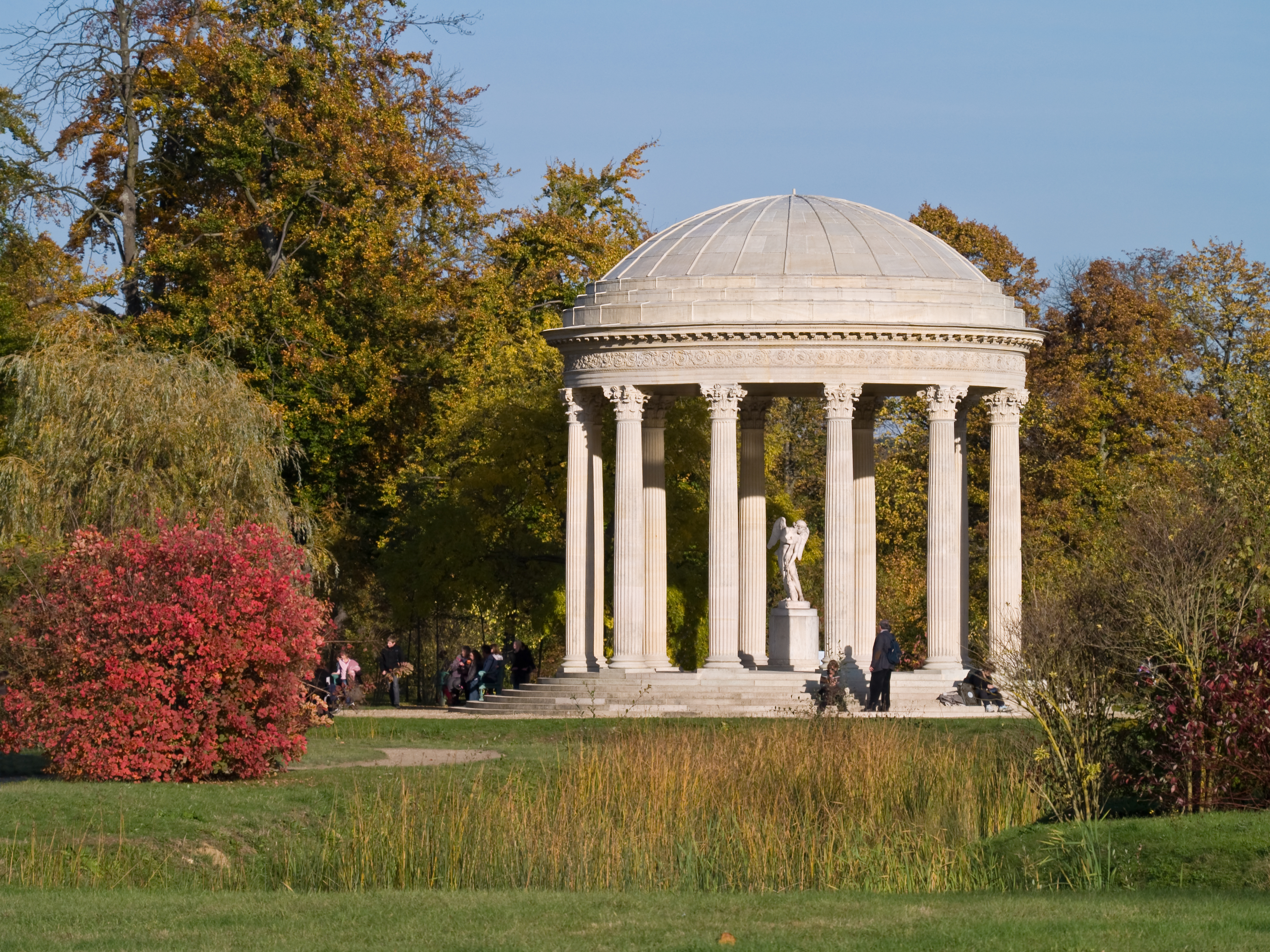
사랑의 전당

프티 트리아농(Petit Trianon)은 프랑스 파리의 베르사유 궁전의 정원에 있는 별궁 중 하나이다. 신고전주의 건축물로 건물 모양은 사각형이다.

## 개요
1762년에서 1768년, 루이 15세의 자신의 정부 퐁바두르 부인을 위해 지은 것으로, 자크장제 가브리엘(Jacques - Ange Gabriel)의 디자인하였다. 완공되기전에 퐁바두르 부인이 사망하였기 때문에 루이 15세의 또 다른 정부 뒤바리 부인이 사용하였다.
1774년 루이 16세가 그의 왕비 마리 앙투아네트에게 이 궁전을 선물했다. 그녀는 정원을 영국식으로, 거기에 농촌에 비유한 작은 마을을 만들게 했다. 혁명 중에 술집이 된 적도 있다.

## 같이 보기
- 그랑 트리아농